# Блакитне мереживо долі
«Блакитне мереживо долі» — 20-й роман Енн Тайлер, що вийшов 2015 року.

## Короткий зміст
Історія Тайлер охоплює три покоління родини Вітшенк, які блукають туди й назад протягом 7 десятиліть XX століття. Як і в багатьох попередніх романах, Тайлер досліджує образѝ, які розвиваються і тліють між братами та сестрами, подружжям і у стосунках між батьками та дітьми, а також їхні теплі стосунки. «Вона схиляє своїх героїв до жаги недосяжного — батьківської любові (двосторонньої), почуття причетності, … прощення, амністії від сімейних кривд, домашнього затишку». Велика частина історії побудована навколо Еббі — як матері чотирьох дітей, як дружини, як невістки — і навколо розгалуженого будинку в Балтиморі з величезним ґанком навколо будинку, і «силою повертати сім'ю до нього через покоління». Будинок діє майже як додатковий персонаж, взаємодіючи з будівельниками, ремонтниками та членами родини, які приходять і йдуть. Головними героями історії є: таємничий блудний син (Денні), якому важко виконувати зобов'язання (перед сім'єю, будь-якою роботою, кар'єрою, проєктом чи партнером); «усиновлений» (незапланований) і надійний син (Стем) і його прекрасна, євангельська, надто послужлива дружина (Нора); чоловік Еббі Ред, «охоронець» місткого будинку, який його соціально мобільний, «сільський» батько (Джуніор) спочатку побудував для іншої родини; і дружина Джуніора (Лінні), яка спіймала його в пастку у віці 13 років. «Плюс-мінус кілька деталей, ця велика/змішана/хаотична сім'я могла б бути будь-якою з наших. Це робить її… квінтесенцією Енн Тайлер».

## Рецензії
У номері «Bookmarks» за травень/червень 2015 року книжка отримала чотири зірки з п'яти. У критичному огляді журналу сказано: «Пройнятий теплотою, дотепністю та ностальгією роман „Блакитне мереживо долі“ можна вважати одним із найкращих романів Тайлер».
Оглядачка-ветеранка The New York Times Мічіко Какутані рецензувала багато романів Тайлер та давала як яскраві, так і дуже критичні рецензії. Цей роман вона визнала нижчим за стандарт: «У ньому повторюються майже всі теми та основні сюжетні лінії, які вона використовувала раніше, і зроблено це у вкрай поверхневий спосіб… Розчаровує робота талановитої авторки, яка, здається, працює на автопілоті».
Друга оглядачка The New York Times, Ребекка Пеппер Сінклер, дала набагато позитивнішу рецензію: «Тайлер має хист перетворювати ситуації ситкому на щось набагато глибше і зворушливіше. Її великий дар грає проти американської мрії, темною стороною якої є брехня в її основі: що за умови важкої праці та добрих намірів будь-яка сім'я може досягти ідеалу щастя Нормана Роквелла…»
Журнал «Нью-Йоркер» також подав позитивний, хоча й короткий огляд: «Ця легковажна сага розглядає три покоління родини Балтимора. У теплій, зрозумілій прозі Тайлер переміщується туди-сюди крізь двадцяте століття, щоб зобразити Вітшенків… Розповідь така ж туманна та взаємопов'язана, як довга розмова з родичем, приправлена сімейними сектами, затертими анекдотами та розповідями про домашні чвари…»

## Нагороди
13 квітня 2015 року «Блакитне мереживо долі» став одним із шести романів, які увійшли до короткого списку Жіночої літературної премії. Премію засновано 1996 року, нею нагороджують за найкращий роман, написаний англійською мовою авторкою будь-якої національності. Книжка також увійшла до короткого списку Букерівської премії 2015 року.